# Danio Montani
Danio Montani (Cremona, 24 aprile 1960) è un ex calciatore italiano, di ruolo difensore.

## Carriera
Dopo essere cresciuto tra le file della Cremonese, con cui esordisce in prima squadra in Serie B, viene acquistato dall'Atalanta nell'estate del 1979. Dopo una stagione ritorna a Cremona, dove rimane fino al 1982.
Prosegue la carriera per due anni al Perugia e cinque al Lanerossi Vicenza, sommando complessivamente 165 presenze e 4 reti fra i cadetti.
Nel 1989 scende in Serie C1 con lo Spezia, concludendo l'attività in Serie C2 con il Varese, dove rimane dal 1991 al 1993.

## Palmarès

### Club

#### Competizioni nazionali
- Serie C1: 1

Cremonese: 1980-1981